# Wladimir Wladimirowitsch Bortko

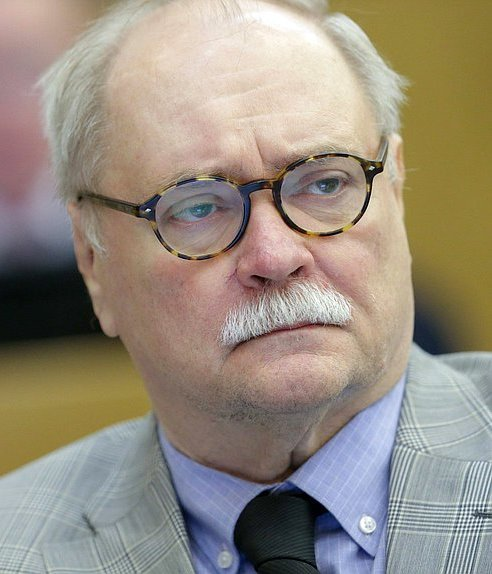
Wladimir Wladimirowitsch Bortko (2018)

Wladimir Wladimirowitsch Bortko (russisch Владимир Владимирович Бортко; * 7. Mai 1946 in Moskau) ist ein russischer Drehbuchautor, Schauspieler, Produzent und Regisseur. Er ist Mitglied der Kommunistischen Partei der Russischen Föderation und war 2011 bis 2021 Duma-Abgeordneter.

## Leben
Bortko studierte am Staatlichen Geologischen Institut in Kiew und diente nach seinem Abschluss 1965 bis 1966 beim sowjetischen Militär. Im Anschluss arbeitete er bis 1969 als Elektriker. 1974 schloss er seine Ausbildung an der Schauspielschule KGITI ab und arbeitete in der Folge bei den Dowschenko-Studios in Kiew. Ab 1980 war er bei Lenfilm als Regisseur tätig. Mit seinem Film Blondinka sa uglom (Blondine hinter der Ecke) erlangte er im gesamten Ostblock Bekanntheit. Für die Verfilmung von Michail Bulgakows Erzählung Hundeherz erhielt er den Grand Prix von Perugia.
Im April 2022 berichteten zahlreiche Medien darüber, dass der ehemalige Duma-Abgeordnete Bortko in einer im russischen Staatsfernsehen ausgestrahlten Talkshow Rache an der Ukraine für die Versenkung des Lenkwaffenkreuzers Moskwa forderte.
Wladimir Bortko ist verheiratet und hat einen Sohn.

## Orden und Ehrenzeichen
- 2006: Orden der Ehre der Russischen Föderation

## Werke (Auswahl)
- Komissija po rassledowaniju (1978, Regie)
- Moi papa – idealist (1980, Regie)
- Blondinka sa uglom (1983, Regie)
- Sobatschje serdze / Hundeherz (1988, Regie)
- Afghan Breakdown (1990, Regie)
- Viel Glück, meine Herren (1992, Regie)
- Banditski Peterburg (Serie, 2000, Regie und Drehbuch)
- Idiot (Serie, 2003, Drehbuch und Produktion)
- Master i Margarita (Serie, 2005, Regie und Produktion), Verfilmung von Michail Bulgakows Roman Der Meister und Margarita
- Steppensturm – Der Aufstand der Kosaken (2009, Regie und Drehbuch)
- O – Sexuelles Verlangen (O lyubvi/О любви) (2017, Regie und Drehbuch)